# 下久保ダム
下久保ダム（しもくぼダム）は、群馬県藤岡市と埼玉県児玉郡神川町にまたがる、一級河川・利根川水系神流川（かんながわ）に建設されたダムである。
独立行政法人水資源機構が管理する多目的ダムで、堤高129.0mの重力式コンクリートダム。首都圏の水がめである利根川上流ダム群の一つで、有効貯水容量は12,000万㎥（夏期制限容量は8,500万㎥）と利根川水系９ダムの中で最大である。また、烏川流域のダム群の中でも最も規模が大きい。ダム湖は河川名を採って「神流湖」（かんなこ）と命名され、2005年（平成17年）に当時の鬼石町の推薦によって財団法人ダム水源地環境整備センターが選定する「ダム湖百選」に選ばれている。

## 地理
神流川は群馬県内における利根川の主要な支流である烏川の右支川である。群馬県・埼玉県・長野県境にある三国山を水源とし、日本航空123便墜落事故の現場である御巣鷹の尾根の付近を流れ、上野ダムを過ぎて北へ流れ、多野郡上野村楢原で東に向きを変える。その後は国道462号に並行して東へ流れ、藤岡市に入ると群馬・埼玉両県の境界線となり下久保ダム・三波石峡を通過後再度北へ流路を変える。藤岡市を通過し関越自動車道・神流川橋を越えると直ちに烏川に合流し、間も無く利根川に注ぐ。流路延長約87.4km、流域面積約407km2の河川であり、長さだけでいえば烏川よりも長い。
ダムは神流川の中流部、藤岡市と神川町の境に建設された。名称は建設された場所に由来する。なお、ダム完成当時の所在自治体は多野郡鬼石町と児玉郡神泉村であったが、平成の大合併によっておのおの藤岡市と神川町になっている。また人造湖である神流湖の一部は、秩父市にも掛かっている。

## 沿革
1947年（昭和22年）カスリーン台風が襲来し大打撃を蒙った利根川流域。根本的な治水対策が求められるようになった経済安定本部は1949年（昭和24年）に利根川を始め全国主要10水系を対象に「河川改訂改修計画」を策定した。利根川については「利根川改訂改修計画」を策定、これに沿って建設省関東地方建設局（現・国土交通省関東地方整備局）は利根川水系に九基の多目的ダムを建設して利根川の総合的な治水を図ろうとした。
烏川は高崎市・藤岡市など群馬県西部（西毛と呼ばれる）を網羅する利根川水系の主要な支流であり、流域面積は群馬県内の利根川水系では屈指であったため利根川の治水対策に与える影響は大きく、河川整備は必須であった。建設省は烏川流域で流域面積の広い神流川に着目、当時の多野郡鬼石町坂原（現・藤岡市坂原）に「坂原ダム」を建設して治水を行おうとした。高さ120.0m、総貯水容量が約2,200万トンという規模のものであった。だが「坂原ダム」は調査を行っただけに終わり、その後より良いダム地点の検索を行った。「坂原ダム」中止後はより上流の多野郡中里村（現・多野郡神流町）神ヶ原地点に「神ヶ原ダム」を建設する計画も浮上したが、これも断念された。
曲折の後に現在のダム地点と下流500m地点の二箇所が最終候補として選定されたが、下流案は地質的な問題があり最終的に現在の下久保地点がダム地点として決定された。こうして建設省直轄ダムとして1959年（昭和34年）4月より事業が着手されたが、この間に東京都を始めとする首都圏の人口急増に伴い水需要がひっ迫。このため系統的な水資源開発が求められて1962年（昭和37年）に「水資源開発促進法」が制定。「利根川水系水資源開発基本計画」（フルプラン）が策定され、以後水資源開発公団（現・水資源機構）による総合的な水資源開発が推進された。これを受け建設省は事業展開していた矢木沢ダムとこの下久保ダムを公団に事業移管し1965年（昭和40年）より本体工事を開始、1968年（昭和43年）に完成した。
ダム建設に伴って群馬県（鬼石町・万場町）と埼玉県（神泉村・吉田町）の二県四町村にまたがる321戸・364世帯が水没対象となった。このためダム建設に対する反対運動は激しく、補償交渉は長期化した。最終的にインフラ整備や地場産業発展育成などといった補償内容が呈示されて交渉は妥結した。首都圏発展の尊い犠牲となった364世帯の住民への報恩のため、現在ダム傍には「望郷之碑」が建立されている。この碑にはダム建設に伴って故郷からの移転を余儀無くされた住民全ての氏名が彫られており、苦渋の決断を行った住民の労苦を偲ばせる。なお、「望郷之碑」の毛筆体を揮毫したのは、当時の内閣総理大臣・佐藤栄作である。

## 目的

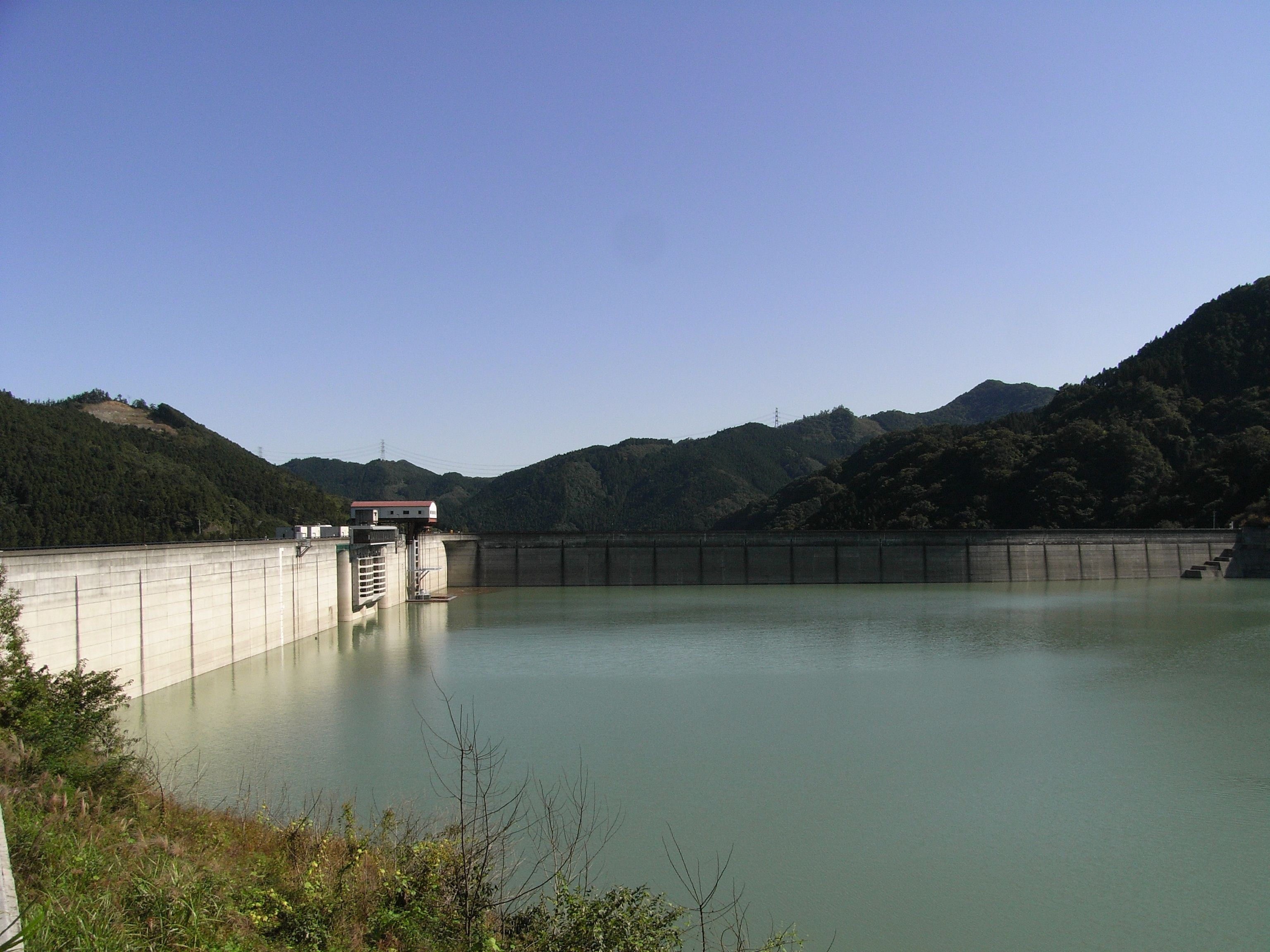
上流から見た下久保ダム。折れ曲がっている堤体を確認できる

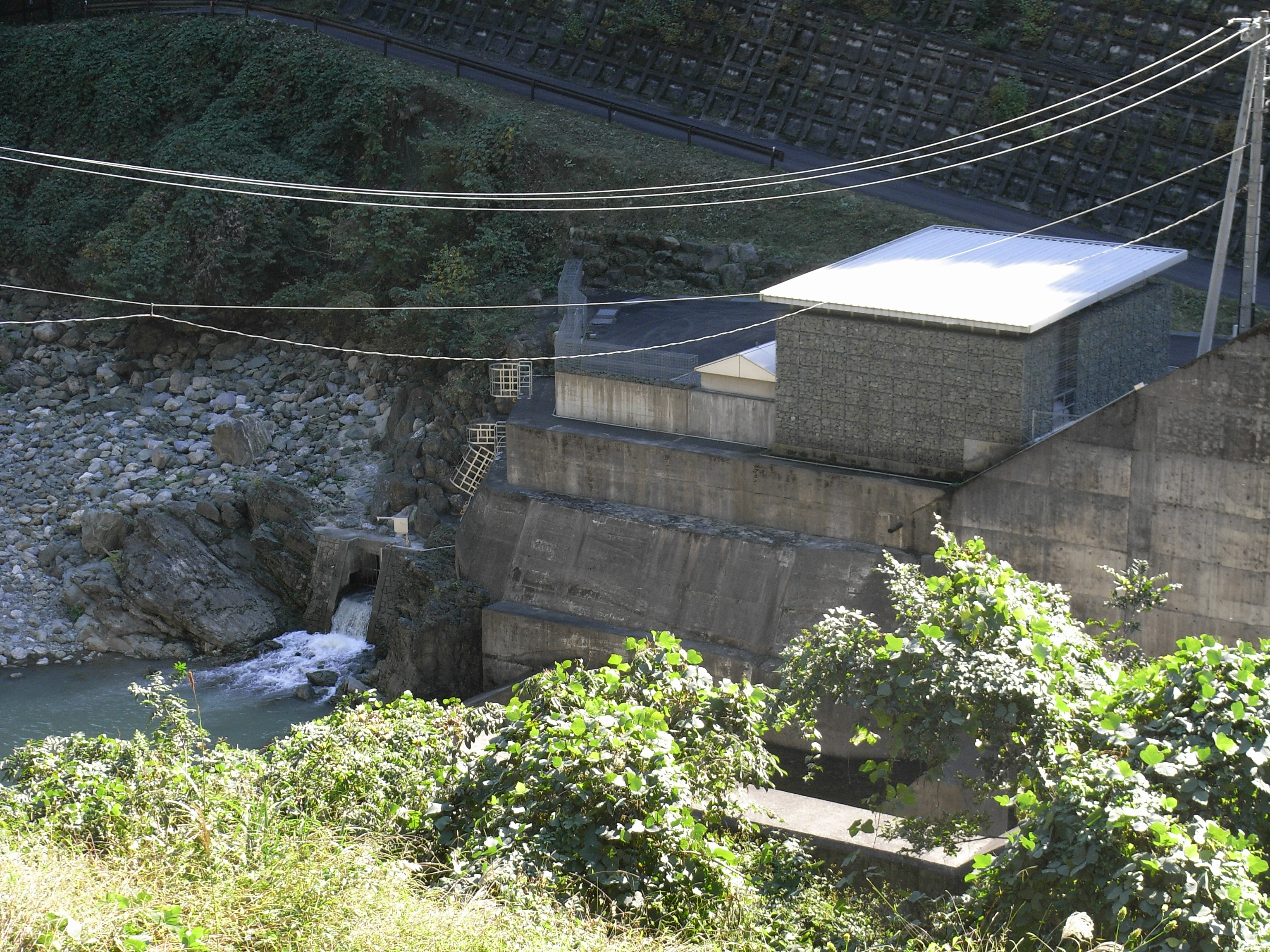
下久保第二発電所より放流される河川維持放流水

ダムの目的は洪水調節・不特定利水・水力発電・上水道・工業用水である。
洪水調節は他の利根川水系ダム群と連携した形で行われ、治水基準点である伊勢崎市八斗島地点における計画高水流量（過去最大の洪水流量。利根川の場合はカスリーン台風時の洪水が基準となる）毎秒17,000トンを毎秒14,000トン（毎秒3,000トンのカット）に低減させる。ダム地点においては毎秒2,000トンの計画高水流量を毎秒500トン（毎秒1,500トンのカット）に大幅に低減させる役割を持つ。完成以来、天端部分にある非常用洪水吐き・ラジアルゲートは一度も開かれることが無かったが、2005年5月、点検を行うため30年目にして初めてラジアルゲートを開いて放流を行った。この時は地元住民や観光客の他、全国から多くの「ダム好き」が集まり豪快な放流を堪能したという。
かんがいについては神流川と利根川中下流域の約12,000ヘクタールに対して毎秒10トンを農繁期に補給する。上水道については東京都と埼玉県に対しそれぞれ日量108万トンと日量13万トンを供給し工業用水道については埼玉県に日量155,520トンを供給する。これらの水は利根大堰より武蔵水路・朝霞水路を経て東京都水道局・三郷浄水場に送られる。水力発電については群馬県企業局の下久保発電所（認可出力：15,000キロワット）に加え、先述の河川維持放流を効率的に利用するための小規模水力発電として下久保第二発電所（認可出力：270キロワット）が設けられている。直下流に高さ20.5メートルの重力式コンクリートダム・神水ダム（しんすいダム）が群馬県によって1967年（昭和42年）に建設されているが、これは発電所放流後の不安定な流量を一旦貯水することで安定化させ、定量を放流することで急激な増水や減水を防止する逆調整池の役割を持つ。さらにこの逆調整放流も利用して鬼石発電所による発電も行う。
ダムは上流側に向かってアルファベットの「L」字型に折れ曲がっているが、これは貯水容量を確保するには現在の高さにしなければならなかったが、通常の設計では技術的な問題があったことによる。このため埼玉県側に高さ73.0メートルの補助ダムを設け、結果的に「L」字型の特徴的なダムとなった。補助ダムの岩盤は透水性が高かったため水を遮断する措置が必要となり、上部をアスファルト、下部をコンクリートで舗装した遮水壁で水を遮っている。ロックフィルダムに似た工法である。また。完成後貯水池深層部からの取水による冷水問題が起きたため、対策として貯水池表面の日光で温まった水を取水する「表面取水設備」を1977年（昭和52年）に設置している。

### 三波石峡の復活

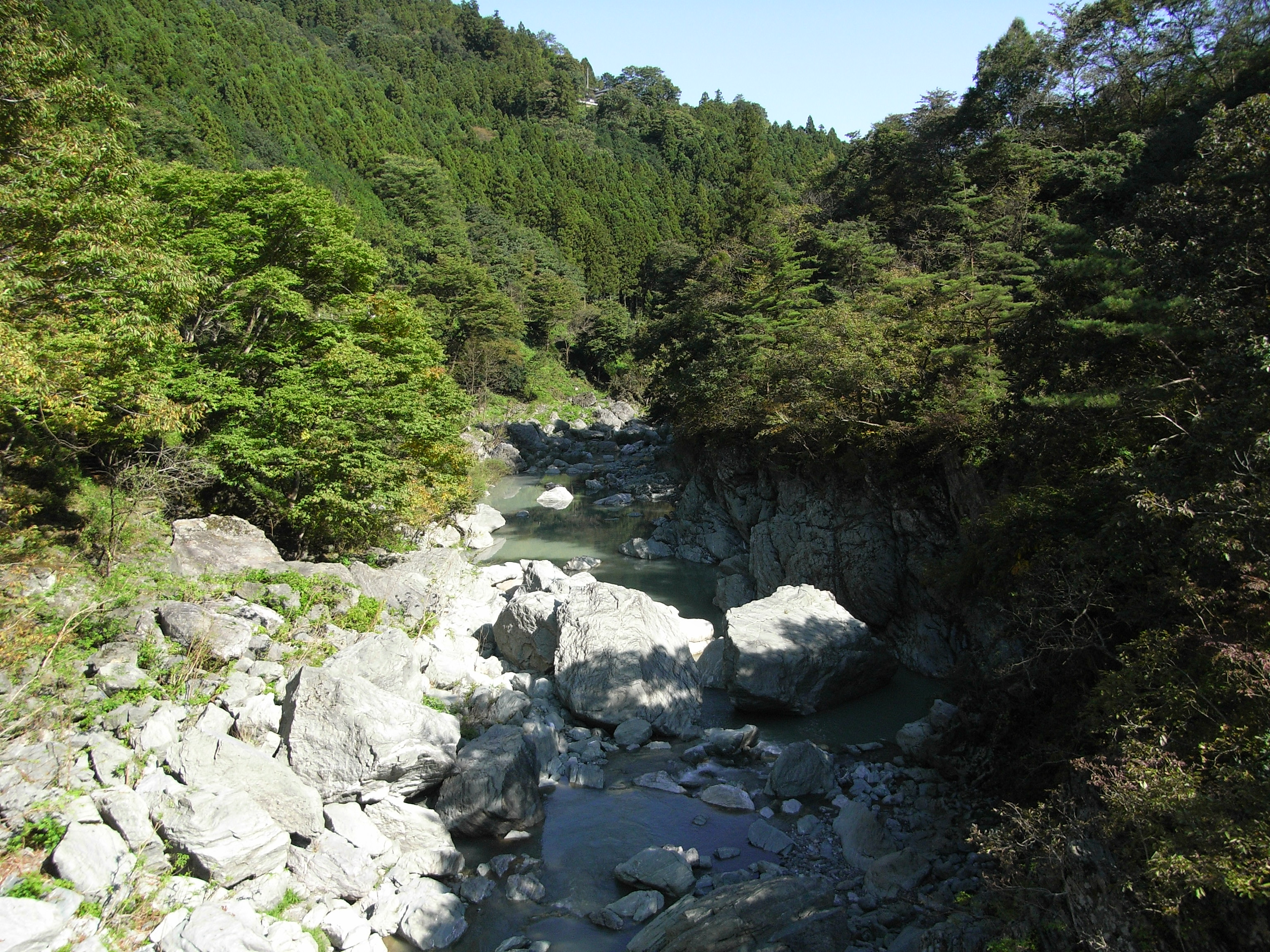
三波石峡。かつては水の無い状態が続いていたが現在は流水が復活している。

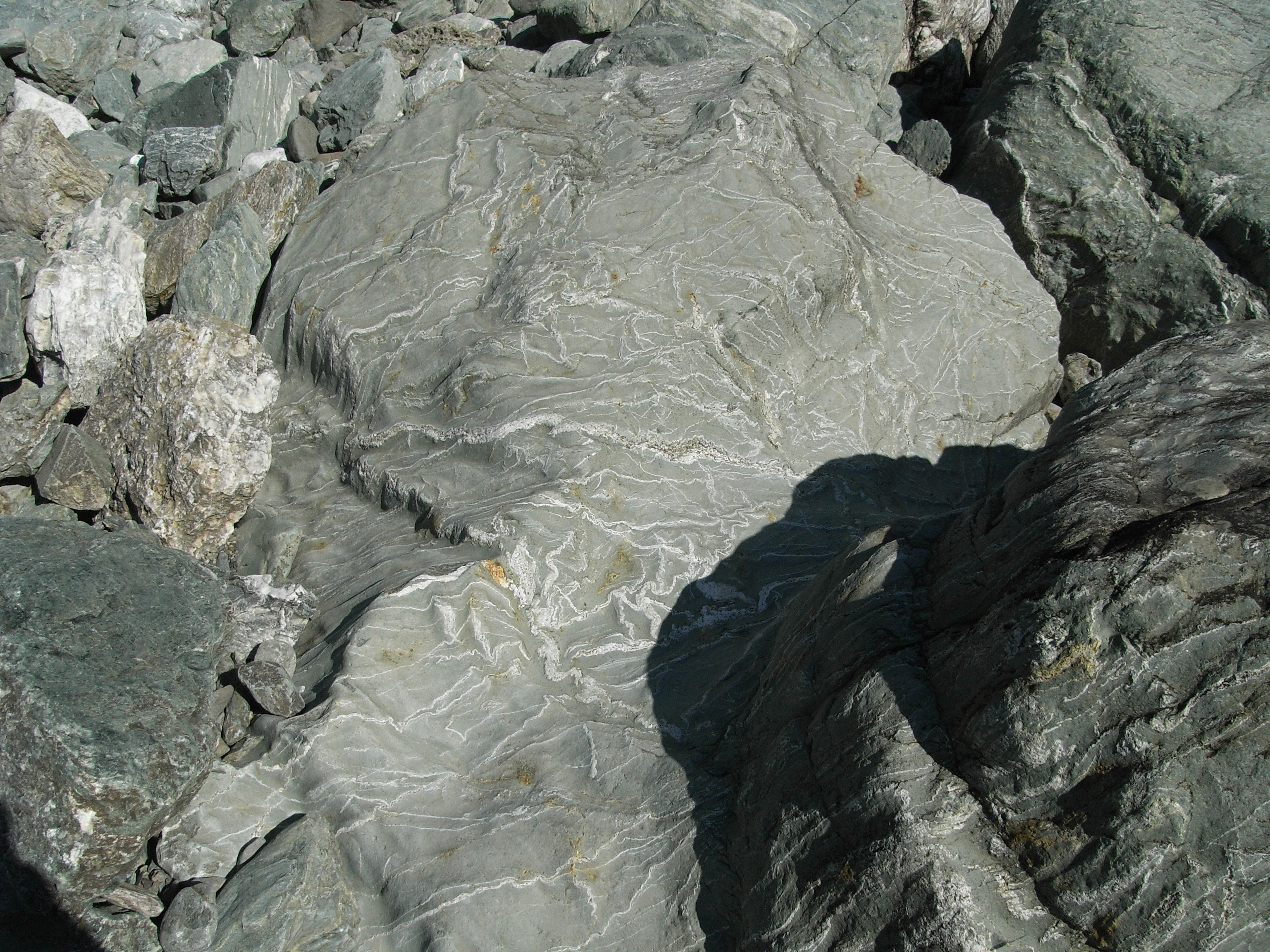
三波石。独特の斑紋がある緑色の石。天然記念物であり無許可の採取は禁止されている。

不特定利水については当初の目的には入っていなかったが、2001年（平成13年）より実施された「下久保ダム水環境改善事業」に伴う河川維持放流が目的として追加された。これはダム完成後、長年に亘り無水区間であった直下流にある国の天然記念物に指定された名勝・三波石峡（さんばせききょう）の清流復活が最大の目的である。
三波川帯の語源にもなった三波石峡は美しい結晶片岩と荒々しい流れが織り成す清流であった。美しい岩は「三波石峡四十八岩」と呼ばれ岩毎に名称も付けられ、洪水の際に土砂で磨かれることでその美しさを永続させ、高価な庭石として地元の特産品にもなっていた。ところが下久保ダム完成に伴い併設された下久保発電所により取水された水が峡谷を越えて下流に放流されるようになった。このためダムから発電所放流口までの約4km区間、すなわち三波石峡の大半で流水が途絶し、以後30年以上の間無水区間となった。これにより三波石は黒ずんで輝きを無くし、河原は雑草が繁茂して三波石峡は荒廃。名産品である三波石の品質低下にもつながることから峡谷の清流復活は地元の長年に亘る悲願であった。
1997年（平成9年）の河川法改正により、河川環境の維持が治水・利水に並ぶ法の最大目的に規定されたことから国土交通省や水資源機構は全国のダムにおいて河川維持放流設備を設置して河川環境の向上を図った。下久保ダムでは河川維持放流を行って三波石峡の清流を復活させる「下久保ダム水環境改善事業」に乗り出した。これはダム直下に下久保第二発電所を設けて管理用発電を行いながら維持放流を行い、流水を復活させると同時に土砂を下流に積んで洪水時に流下させるというものである。三波石は洪水による土砂で磨かれ、美しい緑色を保つことから地元では「洪水は三波石の化粧水」とも呼ばれており、かつての河川環境に近づけることを最大の目標とした。
こうした対策と、地元住民と共同で環境整備を行ったことによって三波石峡に清流が復活、徐々にではあるがかつての光景を取り戻そうとしている。現在では親水公園を設置し三波石峡に身近に触れる環境整備も行っている。なお、三波石は国の天然記念物に指定されているので、石の大小にかかわらず許可無く採取することは文化財保護法に基づき禁止されており、違反すると処罰される。

## ダム再開発事業
下久保ダムの完成により神流川の治水は効果的に図られ、ダム完成以降神流川の大きな水害は発生していない。2005年には最上流部の多野郡上野村に東京電力が上野ダム（堤高120.0m・重力式）を完成させている。これは全面稼働すれば日本最大となる揚水式水力発電所・神流川発電所の下部調整池として建設され、上部調整池である南相木ダムと共に分水嶺をまたいで認可出力2,820,000キロワットの電力を発生させる。また、支流の塩沢川には小規模生活貯水池として塩沢ダム（堤高38.0m・重力式）が1994年（平成6年）に完成している。
一方神流川が合流する烏川であるが、1965年（昭和40年）に当時の群馬郡榛名町（現・高崎市榛名湖町）本庄地先に建設省による「本庄ダム（湯殿山ダム）計画」が浮上し実施計画調査が行われたが中止、その後補助多目的ダムとして1984年（昭和59年）より当時の群馬郡倉渕村（現・高崎市倉渕町）に倉渕ダムが着工されたが、公共事業見直しによって2003年（平成15年）より事業凍結している。鏑川・碓氷川流域では道平川ダム（道平川）や霧積ダム（霧積川）が建設され、坂本ダムが砂防堰堤を再開発してダム化している。現在は碓氷川支流九十九川の小左支川・増田川に増田川ダムが計画中であるが、「不要な公共事業で税金の無駄遣い」として日本共産党や市民団体が反対している。
下久保ダムについては、地球温暖化に伴い全国的に極端な集中豪雨や長期間のかんばつの被害が毎年多発している現状で、首都を抱える利根川水系の治水および利水を図る目的で。2005年より「利根川上流ダム群再開発事業」を国土交通省関東地方整備局が計画している。これは利根川水系のダム群を効率的に管理するため総合的なダム再開発を行うものである。新規のダム計画や烏川遊水地計画など様々提案されたが、最終的に藤原ダム（利根川）・薗原ダム（片品川）とこの下久保ダムが再開発対象となった。下久保ダムについては神流湖の満水位を低下させて洪水調節容量を確保する有効貯水容量の変更を軸にした再開発を計画している。既に神流湖は観光や漁業において重要な役割を持っていることもあり、沿岸市町村と国土交通省との間で現在対策を折衝している。

## 神流湖

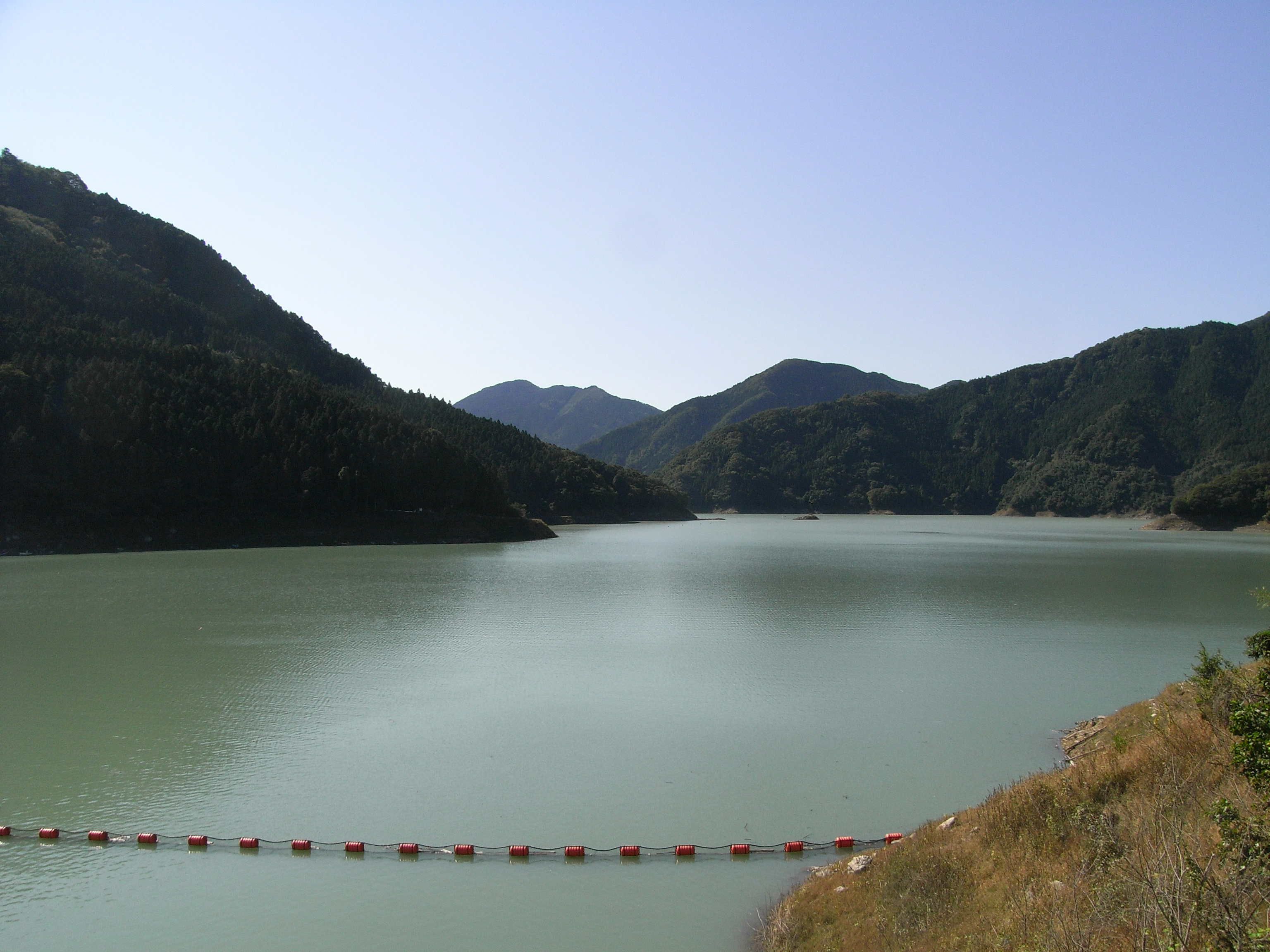
神流湖

ダム湖である神流湖は群馬県南部にある人造湖としては最大のものである。湖岸は春になるとソメイヨシノが咲き誇り、花見の名所となっている。また、ヘラブナなどの魚類も多く棲息することから、埼玉県側のひょうたん島周辺などのスポットに多くの釣り客が訪れる。長瀞渓谷や富岡製糸場、秩父といった観光名所や名勝も比較的近い。
ダムへは上信越自動車道・藤岡インターチェンジから群馬県道・埼玉県道13号前橋長瀞線経由で国道462号に入り、鬼石・上野方面へ進み下久保トンネルを過ぎてから直ぐに左折する。本庄児玉インターチェンジより国道462号を藤岡方面へ直進しても可能。ダム直下へは鬼石中心街を通過後三波石峡へ入る道路（案内標識あり）があるので、左折し直進する。三波石峡の景観を過ぎると、眼前に巨大な堤体がそびえ立つ。公共交通機関ではJR東日本高崎線・新町駅か八高線・群馬藤岡駅下車後、日本中央バスの路線バスで「万場」または「上野村」方面行きに乗車する。

## 下久保ダムが登場する作品

### 漫画
- ダムマンガ（井上よしひさ）

### 特撮
- 宇宙刑事ギャバン
- 宇宙刑事シャリバン
- 宇宙刑事シャイダー
- 時空戦士スピルバン
- 超人機メタルダー
- 仮面ライダーJ